# Falso Senguerr
El Falso Senguer o Falso río Senguerr es un brazo del río Senguerr que parte de la desembocadura de éste en el lago Musters conectándolo con el lago Colhué Huapi, pasando por el norte de la ciudad de Sarmiento, en el departamento del mismo nombre en la provincia del Chubut, Argentina. Posee un curso meandroso. 
Aunque es tratado hoy como el único afluente del lago Colhué Huapi, existió un delta de brazos que se desprendían del Senguer y que realizaban el mismo viaje hacia el lago hoy desaparecido. De todos estos brazos solo el Falso puede llegar al lago; mientras que el Zanjón del Cerro Negro, el brazo más austral del río, alcanza a desembocar en el lago solo durante las crecidas y temporales.

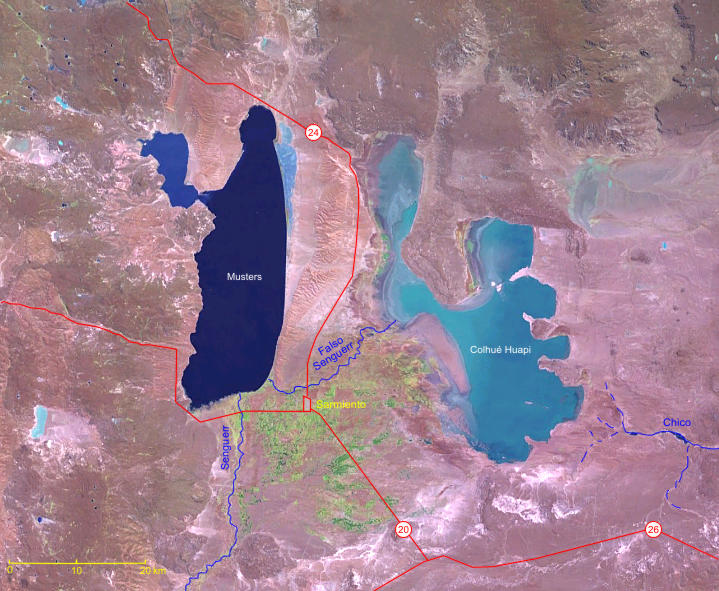
Vista satelital de los lagos Musters y Colhué Huapi con el Falso Senguerr entre ellos.

## Origen
El río Senguer arrastra su cauce principal se dirige hacia la fosa tectónica del lago Musters ingresando al mismo por su margen sur, y poco antes de alcanzarlo vuelve a subdividirse para dar origen a este brazo cuaya finalidad es aportar también al Lago Colhué Huapi, ubicado unos kilómetros hacia el oriente.
Además, en condiciones normales, parte de su volumen acuático del Musters se infiltra incrementando el caudal del brazo llamado Falso Senguer.

## Situación ambiental
Desde principio de siglo el curso del brazo era amplio y caudaloso. Por ello, para solucionar la comunicación del Valle de Sarmiento con la zona norte de la región y las localidades de las localidades de Buen Pasto y Paso de Indios se ideó un sistema de balsas construidas desde el año 1914. Las balsas contribuyeron a sortear el río para el traspaso de personas y mercaderías a chacras y estancias. No obstante, en 1915 se construyó el puente Traverso, permitiendo solucionar definitivamente el vadeo del río.
Sin embargo. a pesar del gran tamaño del curso del río fue severamente tocado por la mano humana en los últimos años. Relegando su importante papel de abastecedor del Colhué Huapi. En 2006 se construyó una obra que tuvo como fin evitar el ingreso de caudales del río Senguerr hacia el Falso Senguerr, obligándolo a aportar casi la totalidad de su caudal al Lago Musters y alimentar el Falso Senguerr con caudales ecológicos para mantenerlo activo.
A fines de 2013 se anunció una obra para la regulación del nacimiento del Falso Senguerr a fin de mantener el lago Musters en su máximo nivel de reserva. En los últimos años, con autorización del Instituto Provincial del Agua (IPA), sus aguas fueron casi totalmente desviadas para poder regar producciones frutícolas y productos de ellas con calidad de exportación. Esto  logró la sequía del Colhué Huapi al no llegar casi agua al gigantesco lago por dos terraplenes que absorben casi todo el caudal. No obstante el IPA se negó a reconocer este hecho ante el reclamo de los vecinos. Según los vecinos de Sarmiento la principal razón de la sequía de este río y de su lago está en el desvío que hizo un establecimiento de producción de fruta fina de exportación de la familia Bulgheroni, conocida porque es dueña del 50% de la compañía Bridas y porque junto a BP controlan la petrolera Pan American Energy (PAE), la principal petrolera de Chubut.
A marzo de 2017 el instituto no multó ni accionó contra nadie y hasta se negó a verificar en persona los canales ilegales. Ante el panorama de sequía inminente los vecinos de sarmiento alarmados por la baja, se reúnen en marchas y reclaman medidas. La inacción política empujó a los manifestantes a realizar un acampe frente al IPA y desmontar ellos mismos terraplenes que desvían el río.

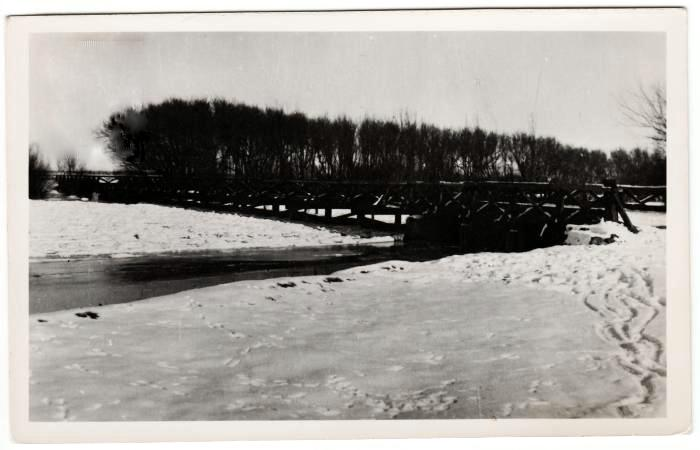
El puente traverso sobre le río durante una nevada